# Raúl Roa García
Raúl Roa García (L'Avana, 18 aprile 1907 – L'Avana, 6 luglio 1982) è stato un politico cubano.
Si avvicinò alla politica giovanissimo, scrivendo a 18 anno il suo primo articolo Ensayo sobre José Martí in cui esprimeva il suo apprezzamento per quell'eroe nazionale cubano. Nel 1926 fu arrestato in seguito alla sua vibrante protesta per l'invasione degli Stati Uniti d'America in Nicaragua. Nel 1927 partecipò alle riunioni di varie leghe studentesche anti-imperialiste e collaborò con il magazine Revista Avance ed il settimanale Otro. Nel 1930 scrisse per il Directorio Estudiantil Revolucionario; è in questo periodo che risale la sua adesione al marxismo-leninismo.
Laureato in giurisprudenza, esercitò la professione di avvocato e successivamente di professore universitario. Arrestato nuovamente per propaganda sovversiva nel 1931, fuggì dal carcere due anni dopo e nello stesso anno della fugga diede alle stampe Manifiesto al pueblo de Cuba. Sempre nel 1933 partecipò allo sciopero generale che costrinse il presidente Gerardo Machado alle dimissioni, ma il nuovo governo lo deluse ancor di più e nel marzo del 1935 andò in esilio volontario negli USA.
Tornò in patria nel 1949 per assumere l'incarico di sottosegretario al Ministero dell'Educazione con delega alla cultura nel governo guidato da Carlos Prío Socarrás. Il colpo di Stato di Fulgencio Batista del 1952 lo costrinse nuovamente all'esilio forzato. In seguito appoggiò la rivoluzione cubana e si legò al Movimento del 26 di luglio.
Nel 1959 Fidel Castro lo nominò Ministro degli Esteri: all'interno dell'esecutivo castrista egli rappresentava l'ala meno anti-americana e nel 1973 gli venne concesso il visto per entrare negli Stati Uniti. Di salute cagionevole, venne sollevato dall'incarico nel 1976 e morì nella capitale sei anni dopo a causa di una lunga e incurabile malattia.
Sposato con la cardiologa Ada Kouri-Barreto, ha avuto un figlio, Raul Roa-Kouri, ambasciatore cubano presso la Santa Sede e rappresentante diplomatico di Cuba presso le Nazioni Unite.